# التعاون الدفاعي الفنلندي الإستوني

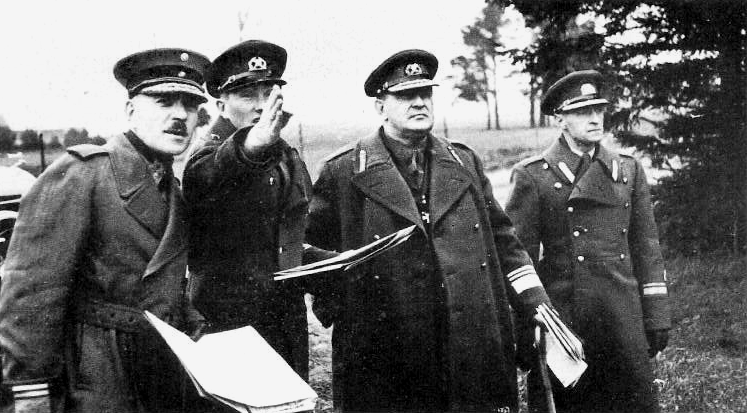
رئيس هيئة الأركان العامة الفنلندي لنارت أوش (يسار) يراقب الجيش الإستوني مناورات عسكرية في أكتوبر 1938. رئيس هيئة الأركان العامة الإستوني، نيكولاي ريك الثاني من اليمين

التعاون الدفاعي الفنلندي الإستوني بدأ في عام 1930 باتفاق عسكري سري بين فنلندا وإستونيا ضد تهديد الاتحاد السوفيتي. انتهى التعاون المفتوح في عام 1939، بممارسة السوفيات ضغوطاً على الحكومة الاستونية، لكنها استمرت بالتعاون السري في مجال المعلومات خلال حرب الشتاء.

## خلفية
تعود أصول التعاون الدفاعي إلى اتفاق البلطيق في عشرينيات القرن العشرين. بدأ التعاون العملي بمبادرة من هيئة الأركان العامة الفنلندية في فبراير 1930 في مدينة تالين. أُجريت أولى العروض العسكرية المشتركة في عام 1933. كلا البلدين كانا محايدين رسميًا، ولكن خلف الكواليس كانت العلاقة أكثر تعقيدًا. على سبيل المثال، عرضت ألمانيا النازية على إستونيا تحالف عسكري سري عام 1937.
لم تبدأ فنلندا التعاون إلا لأسباب دفاعية خاصة بها رغم أن البلدين دولتان متجاورتان ويتكلمان اللغات الفنلندية. كانت هناك خطط دفاعية تتضمن شن فنلندا هجوم واسع النطاق ضد لينينغراد إذا بدأ الاتحاد السوفيتي حرب ضد البلدين. غير أن الخطة كانت ستتطلب أيضًا مشاركة لاتفيا، ووفقًا للقائد العسكري الفنلندي كارل غوستاف إميل مانرهايم، فإن الدول كانت ستحتاج مساعدة خارجية من عصبة الأمم. ولم يكن بوسع فنلندا إرسال قوات مباشرة إلى دول البلطيق، ولكن كان من الممكن شن هجوم مشترك عبر البرزخ الكاريلي و/أو من بولندا.

## خطة حصار خليج فنلندا
قبل الثلاثينيات، كان التعاون الدفاعي بين فنلندا وبولندا وإستونيا وليتوانيا ولاتفيا قائمًا على أساس سياسة الدولة الحدودية. وفي الثلاثينيات، تراجع التعاون مع بدء فنلندا وإستونيا محاورات عسكرية عملية. وقد أبقت سياسة الحياد الفنلندية إلى جانب الاتجاه الرسمي في دول الشمال الأوروبي ميثاق التعاون سرًا.
ولم يسمح توجه دول الشمال بمشاركة السويد رسميًا بإدارة أمن خليج فنلندا. لكن وراء الكواليس كانت هيئات الأركان العامة في السويد وفنلندا قد تفاوضت سرًا عام 1929 على خطة لحصار الخليج. ووافقت السويد على أنها ستقترح أولًا خطة الحصار على إستونيا في عام 1930. لن تشارك السويد رسميًا في التعاون، ولكنها ستوفر المعدات والقوات المساعدة إذا هاجم الاتحاد السوفيتي.

## المدفعية الساحلية
كانت التدابير العملية التي اتخذتها فنلندا وإستونيا مبنية استنادًا إلى نظام الحصن البحري لبطرس الأكبر، سامحةً للسفن السطحية ونيران المدفعية الساحلية بمنع أي تحركات محتملة لأسطول البلطيق السوفيتي. بعد تدمير معظم أسطول البلطيق الروسي الإمبراطوري في الحرب الروسية اليابانية في 1905، سعت روسيا إلى استبدال خسائرها من سفن الأسطول بدءًا من عام 1912 من خلال تعزيز المدفعية الساحلية على شواطئ خليج فنلندا. وكان الهدف هو بناء ساتر مدفعية ضد التدخل المحتمل للأسطول الألماني على طول الخليج حتى سانت بطرسبرغ عاصمة روسيا آنذاك. جرى تركيب مصفوفات ساحلية من المدافع البحرية عيار 12 إنش على جانبي الخليج.
كان هدف التعاون الدفاعي منع مرور السفن السوفيتية عبر الخليج إلى هلسنكي وتالين باستخدام الألغام ونيران المدفعية الساحلية والغواصات. ونتيجةً لذلك، أعادت فنلندا تطوير مدفعيتها الثقيلة وقلاعها الساحلية، مستخدمةً قذائف عيار 305 ملم لإعطائها نطاقًا أوسع، ما وفر تغطية كاملة للمدفعية بين ماكيلوتو في فنلندا ونايسار في إستونيا. أُجريت أول مناورة عسكرية مشتركة عام 1936.